# Свято-Троицкая церковь (Челябинск)
Храм Святой Троицы — православный храм Челябинской епархии Русской Православной Церкви. Находится в городе Челябинске. Самый крупный храм города.

## История
Первая Свято-Троицкая церковь была заложена в Заречье в 1768 году. В 1909 году было принято решение о строительстве нового храма на этом месте. Строительство было начато в 1911 году. 12 октября 1914 церковь была освящена. В советское время (1 октября 1929 года) церковь была закрыта, а в её здании планировалось разместить кинотеатр, который стал бы первым в заречной части города. Но решением городского совета в здании разместились экспозиции краеведческого музея. С 1931 по 1932 год музей был перевезён в Христорождественский собор, но после сноса последнего вернулся в здание Свято-Троицкой церкви. В 1987—1988 годы здание было реставрировано. С 1990 года оно было передано Челябинской и Златоустовской епархии и повторно освящено. Художественные работы внутри храма выполнил художник Н. Ф. Костюк.

Центральный исторический архив Москвы ответил на запрос уральцев, что «кроме страховой оценки, других документов о Свято-Троицком соборе Челябинска не обнаружено».
В соборе богатые росписи в «васнецовском» стиле; кедровый иконостас; хор, который исполняет редкие и торжественные произведения таких авторов, как Рахманинов, Бортнянский, Чесноков, Чайковский и другие.
После уничтожения Христорождественского собора Свято-Троицкая церковь стала самым крупным храмом Челябинска.

## Духовенство
- Настоятель храма — протоиерей Игорь Шестаков
- Протоиерей Алексий Зайцев
- Протоиерей Александр Островский
- Протоиерей Георгий Просвирнин
- Иеромонах Герман (Мягченко)
- Иерей Евгений Червинский
- Иерей Михаил Токмак
- Протодиакон Николай Семёнов
- Диакон Иоанн Санников
- Диакон Евгений Шаврин

## Святыни
В Свято-Троицком храме хранятся частицы мощей святых преподобного Серафима Саровского, великомученика Трифона, апостола Андрея Первозванного, целителя великомученика Пантелеймона и Святой блаженной Матроны Московской.